# Legge 12 ottobre 1993, n. 413
La legge 12 ottobre 1993, n. 413 è una legge ordinaria della Repubblica Italiana a tutela del diritto all'obiezione di coscienza nei confronti della sperimentazione animale.

## Contenuto
La legge si compone di 4 articoli:
1. Diritto di obiezione di coscienza: Riconosce il diritto all'obiezione di coscienza nei riguardi della sperimentazione animale.
2. Effetti della dichiarazione di obiezione di coscienza: Riconosce agli interessati, che abbiano espressamente dichiarato la propria obiezione di coscienza, a non essere tenuti a prendere parte alle attività direttamente connesse alla sperimentazione animale.
3. Modalità per l'esercizio del diritto: L'obiezione di coscienza alla sperimentazione animale deve essere esplicitamente dichiarata tramite un modulo che deve essere obbligatoriamento essere reso disponibile e reso noto da qualsiasi ente che svolga sperimentazione animale.
4. Divieto di discriminazione: Riconosce il diritto a non subire conseguenze sfavorevoli per essersi rifiutati di praticare o di cooperare all'esecuzione della sperimentazione animale.